# Горёкаку (станция)
Станция Горёкаку (яп. 五稜郭駅 горёкаку эки) — железнодорожная станция в японском городе Хакодате, обслуживаемая компанией JR Hokkaido. Поезда «Хокуто» останавливаются на этой станции.

## История
Станция Горёкаку была открыта 1 сентября 1911 года. С приватизацией JNR она перешла под контроль JR Hokkaido.

## Линии
- JR Hokkaido
  - Главная линия Хакодате
- South Hokkaido Railway Company
  - Линия Донан-Исариби